# سنگسرماهیان
سَنگسَرماهیان (Haemulidae) یکی از خانواده‌های ماهیان است.
از ماهیان این خانواده که در خلیج فارس و دریای عمان زیست می‌کنند:
- خنو خاکستری
- خنو لیمویی
- خنو زردباله
- خنو خال‌سیاه
- سنگسر شش‌خط
- سنگسر
- سنگسر چهارلکه
- سنگسر مخطط

## سرده‌ها
- Anisotremus Gill, 1861
- Boridia  Cuvier in Cuvier and Valenciennes, 1830
- Brachydeuterus Gill, 1862
- سنگسرماهیان Cuvier in Cuvier and Valenciennes, 1830
- Diagramma Oken, 1817
- Genyatremus Gill, 1862
- سنگسرهای بال‌پولکی Cuvier, 1829
- Haemulopsis Steindachner, 1869
- Hapalogenys Richardson, 1844
- Isacia Jordan and Fesler, 1893
- Microlepidotus Gill, 1862
- Orthopristis Girard, 1858
- Parakuhlia Pellegrin, 1913
- Parapristipoma Bleeker, 1873
- شیرین‌لب Lacepède, 1801
- سنگسر (سرده) Lacepède, 1802
- شگرف‌ماهی Gill, 1863
- Xenistius Jordan and Gilbert, 1883
- Xenocys Jordan and Bollman, 1890

## منبع
اسدی، هدایت و دیگران، اطلس ماهیان خلیج فارس و دریای عمان، سازمان تحقیقات و آموزش شیلات ایران، تهران: ۱۳۷۵.